# Кубица, Вацлав
Вацлав Кубица (чеш. Václav Kubica; 20 мая 1926, Прага — 15 мая 1992) — чешский этномузыковед.
Окончил Пражскую консерваторию по классу кларнета, в 1949 г. женился на своей соученице Божене Котландовой. В 1949—1950 гг. играл в оркестре Пражского национального театра. Одновременно учился в аспирантуре Карлова университета, в 1953 г. защитил диссертацию по музыковедению.
В 1957—1959 гг. работал в Марокко, в 1960—1968 гг. преподавал музыковедение в Ираке, где собрал коллекцию из сотен аудиозаписей местного музыкального материала, десятков книг и музыкальных инструментов. В 1970—1986 гг. научный сотрудник пражского Музея азиатских, африканских и американских культур (в 1973—1975 гг. преподавал в Национальном институте музыки в Алжире). На основе своих аудиозаписей подготовил и снабдил комментариями аудиоальбом «Традиционная народная музыка Ирака» (фр. Musique populaire traditionnelle d'Iraq), изданный в 1968 г. во Франции, и четверной альбом «Музыка Арабского Востока и Северной Африки» (чеш. Hudba Arabského Orientu a Severní Afriky), изданный в 1976 г. в Праге. Автор многочисленных научных статей о музыке Северной Африки и Ближнего Востока, а также главы в томе «Северная Африка» (1983) лейпцигской научно-популярной серии «История музыки в картинках» (нем. Musikgeschichte in Bildern).